# Люнгбю Болдклуб
Люнгбю Болдклуб (датски Lyngby Boldklub, кратки форми Люнгбю и Люнгбю БК) е датски футболен отбор от град Конгенс Люнгбю. Основан е през 1921 г. През периода от 1994 г. до 2001 г. се казва ФК Люнгбю. Състезава се в Датска Първа дивизия. Цветовете на отбора са синьо и бяло

## Успехи
Суперлига:
- Шампион (2): 1983, 1991/92
- Вицешампион (3): 1981, 1985, 1991
- Бронзов медалист (4): 1984, 1988, 1989, 2016/17

Първа дивизия:
- Шампион (2): 2006/07, 2015/16
- Второ място (2): 1979, 2009/10

Купа на Дания:
- Победител (3) 1983/84, 1984/85, 1989/90
- Финалист (2): 1969/70, 1979/80